# Matteo Amella
Matteo Amella, né le 26 octobre 2001, est un coureur cycliste italien.

## Biographie
Matteo Amella est originaire de Sicile. Il est formé au Racing Team Agrigento, un club situé dans sa région natale,. Actif dans le cyclisme sur route, il a également pratiqué le VTT dans sa jeunesse. 
Il intègre l'équipe continentale italienne Corratec en 2022. Son meilleur résultat est une cinquième place sur le Tour de Berne, une course du calendrier national suisse. 
En 2023, il est conservé par sa formation Corratec, qui devient une équipe continentale professionnelle. Principalement équipier, il reste dans l'effectif de cette structure en 2024. 

## Palmarès
- 2018
  - 2e du Trofeo Ciclistico Nicolosi Porta Dell'etna
- 2019
  - 2e de la Coppa Ascensione